# Île Pionne
L’île Pionne est une île de Nouvelle-Calédonie appartenant administrativement à Poum.
Elle se situe entre l'île Neba au Nord et l'île Mouac au Sud.